# Puchero canario

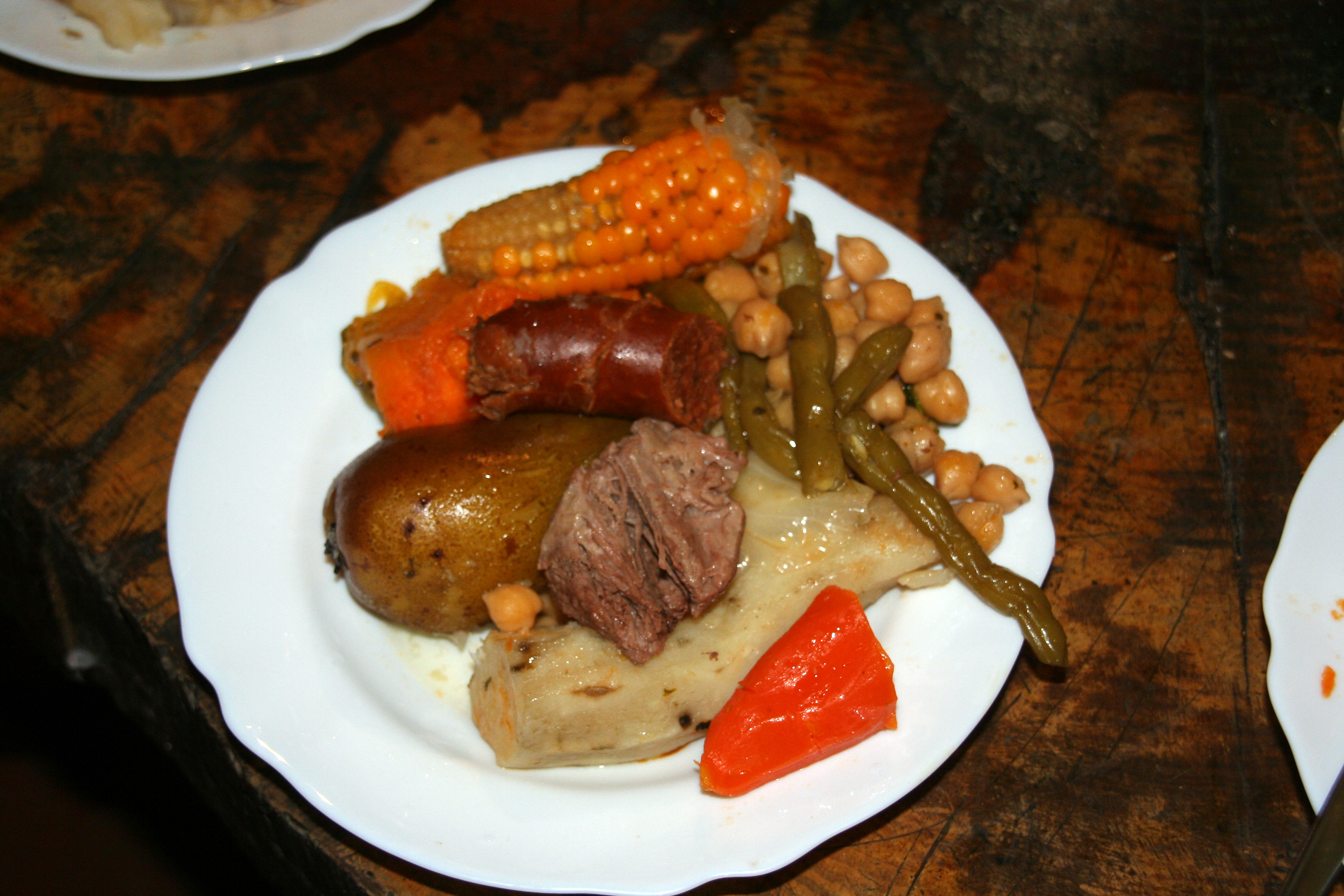
Puchero canario.

El puchero canario (denominado también cocido canario) se trata de un cocido tradicional de la cocina canaria, se compone de carne de vaca, cerdo, pollo, chorizo y panceta con garbanzos (también se les suelen denominar garbanzas). Suele llevar verduras típicas como la batata, la calabaza, el bubango o calabacín, zanahoria, col, habichuelas y  piña, o mazorca de maíz tierna todo ello guisado junto, con un majado de ajo, pimienton y azafrán., etc.